# Night is Short, Walk on Girl
Night is Short, Walk on Girl (jap. 夜は短し歩けよ乙女, Yoru wa Mijikashi Aruke yo Otome) ist ein Anime-Film aus dem Jahr 2017. Die Produktion von Studio Science Saru wurde unter anderem mit dem Japanese Academy Award in der Kategorie Bester Animationsfilm ausgezeichnet. Der Film basiert auf einer Light Novel von Tomihiko Morimi mit Illustrationen von Yūsuke Nakamura.

## Handlung
Eine junge Studentin will ihre Einladung zu einer Hochzeit nutzen, um erstmals in ihrem Leben die Nacht durchzufeiern und zu trinken. Auch bei der Hochzeit ist ein Kommilitone, der schon lange in sie verliebt ist und ihr seine Liebe endlich gestehen will, was er sich bisher nicht traute. Doch während das Mädchen sich von der Hochzeitsgesellschaft davonmacht und das Nachtleben in Kyōto erkunden will, scheitert der Verliebte daran ihr zu folgen und gerät immer wieder in Schwierigkeiten.
Während die Studentin den „Schlafzimmerforscher“ Todo sowie die Nachtschwärmer Higuchi und Hanuki in einer Bar mit ihrer Vorliebe für Alkohol und ihrer Trinkfestigkeit beeindruckt, wird ihrem Kommilitonen die Unterhose gestohlen. Auf der Suche nach dieser trifft er ebenso auf Todo. Nachdem sie sich mit ihr auf diverse Feiern geschlichen haben, beschließen Higuchi und Hanuki, dass das Mädchen gegen den legendären Rihaku trinken soll. Sie finden ihn schließlich in seinem dreistöckigen Boot. Der Student findet zugleich in Rihaku den Dieb seiner Unterhose. Das Wetttrinken gegen den depressiven Rihaku gewinnt die lebensfrohe Studentin mit Leichtigkeit und erhält von ihm zum Dank einen erhofften, seltenen Schnaps.
Danach begibt sie sich auf den Büchermarkt, in der Hoffnung das Buch „Ratatatam“ aus ihrer Kindheit zu finden. Dort begegnet ihr der Gott des Büchermarktes, erneut Higuchi und Hanuki und eine Guerilla-Theatergruppe. Diese führt gegen den Willen des Chefs des Unifestivals an wechselnden Orten kurze Stücke auf. Der Chef mit seinem Uni-Geheimdienst versucht alles, die Ordnung wiederherzustellen. Und als sein Freund gibt er auch dem Kommilitonen den Tipp, für das Mädchen das Buch zu besorgen „Ratatatam“. Dies gelingt ihm schließlich in einem Esswettbewerb, jedoch ist das Mädchen längst auf dem Unifest.
Auf dem Fest eskaliert der Kampf zwischen dem Guerilla-Theater und dem Uni-Geheimdienst zusehend. Die Studentin übernimmt die weibliche Hauptrolle, nachdem alle Schauspielerinnen vor ihr gefangen wurden. Zum letzten Akt will der Urheber des Stücks, Don Unterhose, in der männlichen Hauptrolle die Frau im Publikum finden, in die er sich ein Jahr zuvor verliebt hat. Nur um ihre Aufmerksamkeit zu gewinnen hat er all dies organisiert. Der Kommilitone will ihn von der Bühne verdrängen, um dem Mädchen seine Liebe zu gestehen. Er scheitert, während Don Unterhose erfährt, dass seine Geliebte in Wahrheit der verkleidete Chefs des Unifestivals war. Nun macht ihm seine Theater-Gehilfin ein Liebesgeständnis, auf das er nach einigen Hin und Her eingeht.
Am Ende der turbulenten Nacht liegen alle krank zu Hause, da sie sich beieinander mit einer Grippe angesteckt haben. Nur das Mädchen ist gesund und klappert die Bekanntschaften der Nacht ab, um ihnen zu helfen. Sie erfährt von der Liebe des Studenten zu ihr und schließt den Abend mit einem Besuch bei ihm ab. Er traut sich endlich, ihr seine Liebe zu gestehen und beide werden ein Paar.

## Produktion und Veröffentlichung
Der Anime entstand beim Studio Science Saru unter der Regie von Masaaki Yuasa. Das Drehbuch schrieb Makoto Ueda. Das Charakterdesign entwarf Nobutake Ito gemeinsam mit Yūsuke Nakamura und die Animationen entstanden unter der Leitung von Takayuki Hamada und Tomohisa Shimoyama. Die Musik komponierte Michiru Oshima und der Abspann ist unterlegt mit dem Lied Kōya o Aruke (荒野を歩け) von Asian Kung-Fu Generation.
Der 91 Minuten lange Film kam am 7. April 2017 in die japanischen Kinos. Am 4. Oktober war die Kinopremiere im Vereinigten Königreich und im August 2018 der Kinostart in den USA. Kazé erwarb die Lizenz für Deutschland und zeigte den Film im Rahmen der Reihe Anime Nights am 30. Oktober 2018 in deutscher Synchronfassung. Für Januar 2019 ist die Veröffentlichung auf DVD angekündigt.

## Synchronisation
| Rolle                 | Japanische Synchronsprecher (Seiyū) |
| --------------------- | ----------------------------------- |
| Mädchen               | Kana Hanazawa                       |
| Älterer Kommilitone   | Gen Hoshino                         |
| Naoko-san             | Ami Koshimizu                       |
| Chef des Unifestivals | Hiroshi Kamiya                      |
| Don Unterhose         | Ryūji Akiyama                       |
| Seitarō Higuchi       | Kazuya Nakai                        |
| Rihaku                | Mugihito                            |

## Rezeption
In der Startwoche erreichte der Film in Japan Platz 7 der Kinocharts. In den USA spielte der Anime 350.000 Dollar in der ersten Woche ein.
Bei den 41. Japanese Academy Awards (2018) wurde Night is Short, Walk on Girl mit dem Preis für den Besten Animationsfilm ausgezeichnet. Zuvor hatte er bereits den Großen Preis des Ottawa International Film Festival im September 2017 gewonnen und beim Publikumspreis des Fantasia International Film Festival in Montreal im August 2017 den dritten Platz erreicht.